# الحزب الشيوعي الإسرائيلي
الحزب الشيوعي الإسرائيلي (بالعبرية המפלגה הקומוניסטית הישראלית وباختصار מק"י (تلفظ:ماكي)) هو حزب يساري يهودي-عربي
الحزب يترشح اليوم للكنيست داخل كتلة الجبهة الديموقراطية للسلام والمساواة بداخل القائمة المشتركه؛ وله 5 أعضاء في الكنيست هم أيمن عودة. عايدة توما سليمان. عوفر كسيف. يوسف جبارين وجابر عساقلة. لسان حاله في اللغة العربية جريدة الاتحاد اليومية التي تصدر في مدينة حيفا.
وكان من أهم من انتسبوا إليه الشاعر الفلسطيني الراحل محمود درويش وعمل في صحافة الحزب مثل الاتحاد والجديد التي أصبح في ما بعد مشرفا على تحريرها، كما اشترك في تحرير جريدة الفجر التي كان يصدرها مبام وتوفيق زياد.

## خلفية تاريخية
تُرد جذوره إلى الحزب الشيوعي الفلسطيني الذي تأسس في ثلاثينيات القرن العشرين. تم تأسيسه في عام 1919 من اتحاد من تبقى من أعضاء عصبة التحرر الوطني في فلسطين مع ما كان يسمى بالحزب الشيوعي الأرض-إسرائيلي، وهو حزب معادٍ للصهيونية وينادي بحل دولتين لشعبين.